# GSAT-15
O GSAT-15 é um satélite de comunicação geoestacionário indiano da série GSAT que está localizado na posição orbital de 93,5 graus de longitude leste. Ele foi construído e também é de propriedade da Organização Indiana de Pesquisa Espacial (ISRO). O satélite foi baseado na plataforma I-3K (I-3000) Bus e sua expectativa de vida útil é de 15 anos.

## Características
O GSAT-15 faz parte dos esforços de investigação da Organização Indiana de Pesquisa Espacial (ISRO) no sentido de aumentar capacidade de transmissões via satélite para atender a contingência e para proteger os serviços aos usuários existentes. O satélite fornece capacidade redundante atualmente exigida, aumentando a capacidade em banda Ku, e para fornecer em órbita a exigência necessária de segurança das operações que beneficiam os serviços de aviação civil no país.
O satélite cobre todo o subcontinente indiano. O mesmo foi projetado para ser construído em 18 meses. O satélite é semelhante ao GSAT-8.

## Lançamento
O satélite foi lançado com sucesso ao espaço no dia 10 de novembro de 2015, às 21:34 UTC, por meio de um veículo Ariane 5 ECA a partir do Centro Espacial de Kourou, na Guiana Francesa, juntamente com o satélite Arabsat 6B (Badr 7). Ele tinha uma massa de lançamento de 3164 kg.

## Capacidade e cobertura
O GSAT-15 é equipado com 24 transponders em banda Ku para prestar serviços de comunicações principalmente ao território indiano. Ele também levará dois transponders C x L GAGAN com cobertura global.